# Cymodusa abasica
Cymodusa abasica är en stekelart som beskrevs av Dbar 1984. Cymodusa abasica ingår i släktet Cymodusa och familjen brokparasitsteklar. Inga underarter finns listade i Catalogue of Life.